# Ciclism la Jocurile Olimpice de vară din 2020 - Sprint feminin pe echipe
Cursa ciclistă de sprint feminin pe echipe de la Jocurile Olimpice de vară din 2020 a avut loc pe 2 august 2021 pe Izu Velodrome,Tokyo.

## Program
Orele sunt ora Japoniei (UTC+9) 
| Data                | Timp        | Etapă                 |
| ------------------- | ----------- | --------------------- |
| Luni, 2 august 2021 | 15:30 16:50 | Calificări Primul tur |
| Luni, 2 august 2021 | 18:00       | Finala                |

## Rezultate

### Calificări
| Loc | Țară     | Cicliste                                | Rezultat | Note |
| --- | -------- | --------------------------------------- | -------- | ---- |
| 1   | Germania | Lea Friedrich Emma Hinze                | 32,102   |      |
| 2   | China    | Bao Shanju Zhong Tianshi                | 32,135   |      |
| 3   | Olanda   | Laurine van Riessen Shanne Braspennincx | 32,465   |      |
| 4   | COR      | Daria Shmeleva Anastasia Voynova        | 32.476   |      |
| 5   | Mexic    | Daniela Gaxiola Yuli Verdugo            | 33,097   |      |
| 6   | Polonia  | Marlena Karwacka Urszula Łoś            | 33,244   |      |
| 7   | Lituania | Miglė Marozaitė Simona Krupeckaitė      | 33,276   |      |
| 8   | Ucraina  | Lyubov Basova Olena Starikova           | 33,542   |      |

### Primul tur
| Loc | Serie | Țară     | Cicliste                                | Rezultat | Note              |
| --- | ----- | -------- | --------------------------------------- | -------- | ----------------- |
| 1   | 3     | China    | Bao Shanju Zhong Tianshi                | 31,804   | CA Record mondial |
| 2   | 4     | Germania | Lea Friedrich Emma Hinze                | 31,905   | CA                |
| 3   | 1     | COR      | Daria Shmeleva Anastasia Voynova        | 32,249   | CB                |
| 4   | 2     | Olanda   | Shanne Braspennincx Laurine van Riessen | 32,308   | QB                |
| 5   | 1     | Mexic    | Daniela Gaxiola Yuli Verdugo            | 32,701   |                   |
| 6   | 3     | Lituania | Simona Krupeckaitė Miglė Marozaitė      | 32,827   | Record național   |
| 7   | 2     | Polonia  | Marlena Karwacka Urszula Łoś            | 33,022   |                   |
| 8   | 4     | Ucraina  | Lyubov Basova Olena Starikova           | 33,285   |                   |

### Finala
| Loc                            | Țară     | Cicliste                                | Rezultat | Note            |
| ------------------------------ | -------- | --------------------------------------- | -------- | --------------- |
| Finala pentru medalia de aur   |          |                                         |          |                 |
| 1                              | China    | Bao Shanju Zhong Tianshi                | 31,895   |                 |
| 2                              | Germania | Lea Friedrich Emma Hinze                | 31,980   |                 |
| Finala pentru medalia de bronz |          |                                         |          |                 |
| 3                              | COR      | Daria Shmeleva Anastasia Voynova        | 32,252   |                 |
| 4                              | Olanda   | Shanne Braspennincx Laurine van Riessen | 32,504   |                 |
| Finala pentru locul cinci      |          |                                         |          |                 |
| 5                              | Lituania | Simona Krupeckaitė Miglė Marozaitė      | 32,808   | Record național |
| 6                              | Mexic    | Daniela Gaxiola Yuli Verdugo            | 33,168   |                 |
| Finala pentru locul șapte      |          |                                         |          |                 |
| 7                              | Polonia  | Marlena Karwacka Urszula Łoś            | 33,054   |                 |
| 8                              | Ucraina  | Lyubov Basova Olena Starikova           | 33,691   |                 |